# Phymanthus rhizophorae
Phymanthus rhizophorae is een zeeanemonensoort uit de familie Phymanthidae. De anemoon komt uit het geslacht Phymanthus. Phymanthus rhizophorae werd in 1890 voor het eerst wetenschappelijk beschreven door Mitchell. 